# 保守革命
保守革命（ほしゅかくめい、独: Konservative Revolution）とは、ドイツの思想史家のアルミン・モーラーがヴァイマール共和国時代の、非ナチス的でナショナリズム的な一連の思想に与えた総称であり、それについてのモーラーの著書のタイトル（『ドイツの保守革命』、Die konservative Revolution in Deutschland）である。

## 保守革命の分類
「保守革命」(konservative Revolution) という語は1848年にフリードリヒ・エンゲルスが最初に用いたが、後の1920年代後半にフーゴー・フォン・ホフマンスタールがミュンヘン大学の講演「国民の精神的空間としての著作」において述べた。
モーラーは保守革命を次の五つの傾向に分類している。
1. 青年保守派: 中世ドイツの超国家的広域圏としてのライヒ(Reich) の再建を主張。
2. 国民革命派: 総動員体制によるニヒリズム革命の戦士・労働者国家の創造を主張。
3. 国粋民族派: 太古ゲルマン人の国粋的・民族的優越性を主張。
4. 青年同盟: 青年運動やゲオルゲ派の精神的影響を受けた愛国的・軍国的青年運動。
5. 農村民運動: 国家との間で非合法的実力闘争を展開した北ドイツの農民運動 (Landvolkbewegung (Schleswig-Holstein))。

### ドイツ国権派
上層ブルジョワジー、旧官僚や軍を代表する貴族など広範な層から成る『ドイツ国権派（Die deutschnationalen）』は、その政治的信念において青年ナショナリズムの激烈な突撃精神に対して否定的な態度を示していた。社会問題には他のナショナリストに比べてきわめて無関心であり、民主主義による国民的な民族国家の建設に反対する頑固な反民主主義の集団だった。
国権派ナショナリストは生粋の君主主義者であり、自分たちに権力と特権を保障してくれる支配秩序の代弁者だった。それゆえ帝政時代に彼らがもっていた強大な社会的、政治的地位が共和国によって失われたときこれらを祖国の混沌と道徳的退廃との広がりと捉えていた。
ドイツ国権派の愛国心がここまで反動的となったのは、彼らが世界大戦後のワイマール共和国時代の中に昔ながらの自己をほとんどそのまま持ち込んだせいであった。実際ドイツ国民の多くが内面的にはまだ帝政期の心情を持ち続け、その結果新しい事態への適応が極めて困難だったことを考えればそれは心理的には理解できることであった。しかしそれは同時に、政治の現状に対する彼らの著しい理解力の不足を暴露したものであった。
そもそもドイツ帝国という官憲国家の現実の中で生活することによって、自立的な政治姿勢を多かれ少なかれ放棄していた上層ブルジョアジーは、1918年以後、国家を肯定しつつ心底では非政治的だったかつての態度を変更し、新秩序に対して激しい怨恨を抱くようになった。したがって、当初ははっきりと君主制の復活を志向していたドイツ人民党や、本来極めて反動的なドイツ国家人民党が、時折ワイマール共和国政府に協力したのはただ戦術的な配慮からだけであった。この協力は特に国家人民党の場合には常に日和見主義的性格を帯びていた。
こうした旧ナショナリズム系の政治文書の特徴としては、匕首伝説や戦争責任のデマ宣伝を十八番とし、そうでない場合は過去の帝政時代への追憶が支配的であった。そのため全ては1914年以前か、あるいはビスマルクの辞任以前の状態に戻されるべきと考えられた。大戦前の巨大な経済発展が産業主義と大衆社会の出現と相まって全く新しい政治的、社会的条件を作り出したという認識は国権派にはほとんどなかった。
彼らが主張する祖国愛の心情にしても、保守革命派らの新しいナショナリズムの場合のような国民感情ではなく、また彼らが国粋的感情を示す場合でもそれは国家への全国民層の結集と参与を意味するというよりは、むしろ文化、政治及び経済におけるユダヤ的要素の排斥を意味していた。国権派は階級闘争を嫌悪するが、それはプロレタリアートと協力してより良い国民共同体を建設するためではなく、プロレタリアートが階級闘争を通じて国民の間に占める国権派の政治上のヘゲモニーを揺り動かすことを恐れたからである。民主的な社会主義でさえ彼らにとっては共産主義と同様、信頼のおけないものだった。労働者の生活向上を目指す如何なる社会主義の試みにも反対し、そうした試みに潜むボルシェヴィズムへの危険性を警告していた。さらに彼らは、芸術と文学の分野で偏狭な民族主義を克服しようとする知識人らを「文化ボルシェヴィズム」と呼んで罵った。
国権派の思想は、特にその祖国愛の心情という点で個別的にどれほど尊敬に値するものであったとしても時代の新しい要請を理解し得ず認識しようとしなかったがゆえに、反動的な思想だった。国権派は敗戦の責任を銃後の敗北主義的勢力におっかぶせ、1918年のドイツ革命を戦争による疲弊と窮乏とに苦しめられた人々の諸集団が社会的向上を目指して競い合う努力の表れとして見ることができず、そこに国家の権威に対する暴動と一揆しか見なかった。
壮大な過去の歴史のつぎはぎ細工からなる国権派のイデオロギーは、それが強い怨恨感情によって培養されていただけに、一層致命的な影響を共和国に対して及ぼすこととなった。国権派には、自己よりも若くしかも自己に敵対する新ナショナリストと比べて時代の新しい要求から生まれる創造的理念が欠けており、現に存在する国家をその都度無批判に肯定するというこれまでの習慣を共和制の中で維持することができなかった為、国権派は専ら怨恨と中傷を撒き散らすほかなかった。
現実の克服すべき諸問題に対して思想乏しく頑迷でナショナリスティックな対決姿勢に固執する国権派は、存在するものを否定する喜びの中のみに勝利感を味わっており世界大戦からもその敗北からも何も学ばなかった。そのため、若い新ナショナリストがこうしたドイツ国権派への追随を拒否したのは当然であった。

### ドイツ国粋派
『ドイツ国粋派（Die völkischen）』の国粋主義という概念は漠然としており、青年保守派にとっての民族性イデオロギーから国粋主義原理を区別することは困難である。国粋派はいわば「全ドイツ主義的な権力政治を感情の次元に移転したもの」であった。それはこの時代のイデオロギーが表現したものの中で最も原始的で最も精神性を欠いたものの一つであった。国粋派の幼稚で低級な性格は、それが使用する粗野で未分化な言葉の中に現れている。そこにはただドイツ的なものと非ドイツ的なものがあるのみである。国粋派の著作がいかにナショナリストの常套句で飾り立てられていてもそこにあるのは大抵の場合、「ユダヤ人は出ていけ」という単純なむき出しの反ユダヤ主義だけだった。ユダヤ民族の淘汰、人種の培養と選別への信仰、ドイツ的、アーリア的人間の優秀さの確信、そこから帰結するスラヴ的劣等人種の理論、ドイツ的キリスト教の告知と異教的、ゲルマン的宗教の復興といったものが当時よく普及した国粋派イデオロギーのスローガンであった。

### 青年保守派
『青年保守派（Die jungkonservativen）』はドイツ国権派のナショナリズムと類似していたが、青年保守派自身は新しい生活感覚、本質把握を通じて自己を旧ナショナリズムから峻別しており、こうした意識から彼らは議会での勢力分布に基づいて分類されたり左右両翼のいづれかに固定的に位置付けられるのを好まず、むしろ彼らは旧世代と新世代の間の大きな断然があることを重視していた。
青年保守派は保守主義を名乗りながら一切の反動と一線を画していた。この反動は、古いものにしがみつき反動的に凝り固まったナショナリズムだけでなく、新時代の成長を遅らせるだけで阻止することをしない世界的反動としての自由主義にも反対する。
メラー一派の言葉によれば
このように定式化された青年保守派の主張は強烈な主張であった。保守革命は、まさにフランス革命の残滓を一掃し、それにかえて新たな価値を措定する壮大な対抗革命として理解される。青年保守派の保守革命は近代ヨーロッパにおける人間解体を阻止しドイツの指導の下、新たな秩序、エートス、新たなヨーロッパ統一を主張していた。
青年保守派によって広められたこのようなナショナリズムは実際、国権派とは別種のものだった。それは権力とドイツの威信の再建を要求するだけでなく、近代文明の悪そのものの根元を捉えようとした点にある。
青年保守派独特のナショナリズム思想がその高慢な予言、精神的前提の不明確さ、善玉悪玉論の世界観にもかかわらず国権派のナショナリズムと異なっていたのは、理想主義的であり、高次の国民的目標を追求していたためである。しかし、あまりにも多くの政治知らずのロマン主義、セクト主義、眩惑が多かったため現実の改革には何一つ役立ちえなかった。カール・フォン・オシエツキーはかつてメラーの『第三帝国』を「単調なメランコリーに満たされた政治知らずの哀歌」と名付けたことがある。青年保守派のイデオロギーはそれが理想や夢や壮大な言葉を弄しながら、現実の政治状況やそこに含まれる可能性を詳しく検討することを怠ったという点では、政治そっちのけの高踏的なイデオロギーであった。

### 革命的ナショナリズム
青年保守派系の第二の中核としていわゆる『革命的ナショナリズム（Revolutionärer Nationalismus）』があった。いうまでもなくエルンスト・ユンガーがその最も代表的な人物である。青年保守派と違いこのナショナリズムは戦争体験を直接の出発点とし、この体験のイデオロギーを国民のための政治綱領にまで高め、多くのロマン主義と魂によって貫かれた戦闘的でより強烈で冷酷なものだった。
ユンガーは「新ナショナリズムは普遍的ならぬ特殊なもの、即ち『魂の力』を欲する」と言う。戦争の中でナショナリストへと自己変革をとげた者は、啓蒙や理性を否定し、新ナショナリズムは普遍的なもの全てを軽蔑しまさにこれであってそれ以外ではあり得ないという独自性を追及する。
黒＝白＝赤のナショナリズムをヴィルヘルム主義として、したがって反動として断罪するにせよ、あるいはそれを安物の愛国心として無造作に斥けるにせよ、とにかくそれを嘲笑することは革命的ナショナリストの日常的行為であった。
革命的ナショナリストの諸宣言には陶酔状態の中で書かれたかのような印象をうける。他のいかなるナショナリストよりも強烈で、野性的で、好戦的である。
革命的ナショナリストは、危機克服のための政治綱領を持たず、むしろその密教的性格に満足し、激烈な宣言で市民にショックを与えることを得意としていた。彼らは鉄兜団のような他のナショナリズム諸団体を憐憫の目で見下げており闘争と戦争を讃え、全てのブルジョア的、市民的なものを否定し自ら陰謀家をもって任じ、唾棄すべき民主主義を恫喝していた。革命的ナショナリストの中には一種異様なロマン主義ともいえる雰囲気があり自らの過激な言動は歴史的、運命的必然性を有するものと主張された。英雄的な戦闘行為と物量戦の思い出に浸りつつ、同時にドイツ魂の根源を呼び起こし、マイスター・エッケハルト、ヤーコプ・ベーメ、ゲーテらの中に慰めと励ましを見いだすと称していた。
革命的ナショナリストは全ての既成のものへの闘争を宣言すること以外には何も国民に提供しなかった。その国家像は軍隊組織を国家組織へ単純に移しかえたものであった。市民的自由のかわりに強い拘束が持ち込まれ、市民という類型に対しては前線兵士か労働者の類型が対置された。それは英雄的形態の人間像であり人間性や理性的思考などの女々しい体質を克服したと自認する人々の類型であった。一人一人の人間は、類型あるいは
形態の犠牲となり個人は民族の血の共同体の中に溶解し、民族が命令するときにはすすんで自己の命を犠牲にしなければならなかった。こうした革命的ナショナリストの思想はニーチェとシュペングラーの思想を、主として軽蔑から導きだされた政治的、行動主義的イデオロギーとして焼き直されていた。市民的なものとその国家像に対するこの軽蔑は一種の美的なまでにかたまり、嫌悪すべきヴィルヘルム主義の精神を継承したにすぎない国家秩序の克服は祝福すべきものと見なされる。こうした陰険な「没落の喜悦」が革命的ナショナリズムの精神を貫いている。
1926年から1932年までのユンガーは、民族的、社会主義的傾向の青年団体や組織に接近して精力的な著作活動を展開していた。これには、短期間であるが、ユンガーの弟フリードリッヒ・ゲオルク・ユンガーも明らかに彼の影響を受けて加わっている。
ユンガーは「新ナショナリズムの精神的指導者」と目されており、彼ほど的確に理想主義に燃えた志願兵の戦争体験を表現した者はいなかった。彼によれば、「戦争の地獄図」の中で兵士たちはその愛国的ロマン精神を死の戦慄の洗練された美意識にまで昇華したのである。こうして商人の世界を軽蔑し平然と踏み躙ることのできる壮大な独断的ヒロイズムが、以後何年にも渡って培養されていった。
ユンガーをはじめとするナショナリストたちは、共和国の混沌のなかから新しい、より良いものを形成していこうという気持ち、即ち、共和国自体に新しい土台を与えようという気持ちは毛頭なかった。彼らは共和国のデモクラシーのなかに「我々の祖父たちの風化した理想」の実現しか認めなかった。1918年の革命は全く革命などではなく、崩壊に過ぎなかったのであり、ユンガーは革命がやり直さなければならぬとする点で、青年たちと一致できると信じていた。

### 民族ボルシェヴィズム

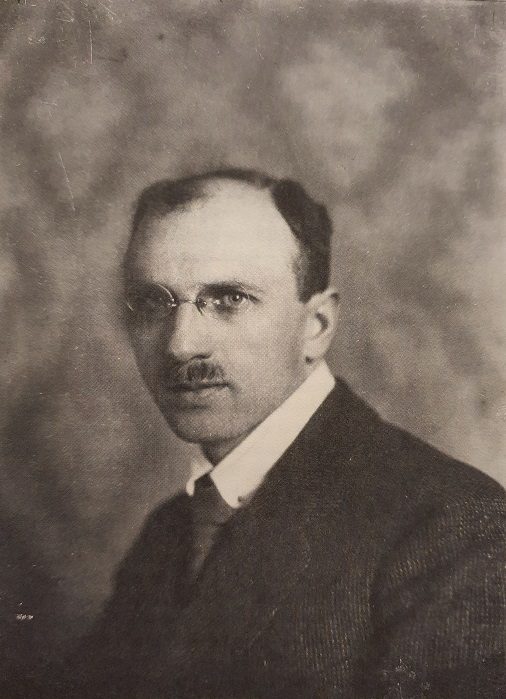
エルンスト・ニキシュ

『民族ボルシェヴィズム（Nationalbolschewismus）』のイデオロギーのもっとも的確な表現は、エルンスト・ニキシュの文書に見られる。ニキシュの民族ボルシェヴィズムは革命的ナショナリズムの一変種であってより強い社会的、政策的性格を含んでいる。革命的ナショナリズムから民族ボルシェヴィズムを区別する決定的要素は、ポツダム・モスクワ枢軸に象徴される親ソ路線である。つまり後者においては、ポツダムはプロイセン精神とプロイセン国家意識との楯として、またモスクワは共産主義国家の実例というよりは、一民族の反乱が西欧の精神に対して勝利したことを示す手本として評価された。ニキシュは、ローマ的ラテン的原理(他のナショナリストの場合、西欧と呼ばれているもの)のドイツ民族への侵入の中に国の厄災の根源を見、こうしたドイツの非ドイツ化にプロイセン的、スラヴ的精神を対置した。ニキシュは、ドイツを共産主義の手本に従ってボルシェヴィズム化するというよりは、むしろ共産主義ロシアを頼みとしてヴェルサイユ体制と西欧諸国とへのドイツの外交的隷属を打ち破ろうとしたのである。
民族ボルシェヴィストのイデオロギーの最も際立った指標は共産主義ではなく、そのナショナリズムつまり国家主義であった。ニキシュがソ連を評価するのはそこで共産主義が実現されつつあったからではなく、国家の消滅を説くマルクス主義のテーゼに対して、一つの国家がそこで強く自己の存在を主張していたからである。
ニキシュの社会主義は、プロイセン的規律、徳および国家への献身を中核とする民族共同体の中で、労働者に一つの重要な役割を与えようとするものであった。

### ナチズム
『ナチズム（Nationalsozialismus）』のイデオロギーは、マルクス主義イデオロギーの完結性と比較しうるような統一的原理では決してない。様々な論者が既に指摘しているように、ナチズムは多様な思想の複合体であり、そこでまず第一に重視されたのが国粋主義的思想であったとしても、この複合体そのものは周囲の状況と世論の動向に応じて次第に多くの解釈と力点の移動とを許容する一つの開かれた体系へと成長していった。ナチズムのイデオロギーの多様性は大規模な大衆獲得の一般的な条件であった。それは、一人一人の有権者が自分自身のイデオロギー的立場をナチズムの中に見いだすことを可能にしていた。様々なイデオロギーの各部分を断片的につなぎ合わせるというやり方の中に運動の大衆性がうかがわれる。
もっともナチズムの基礎を作ったのはナチス自身ではなかった。ナチズムは他の国粋派文筆家やジャーナリスト、人種研究家、文学上のゲルマン崇拝者たちからその世界観的基礎を受け継いだにすぎない。勿論、新保守主義者や革命的ナショナリストが発展させたような反民主主義運動の精神的共有財産の本質的部分も、ナチズムの中に入り込んでいる。
ナチスは革命的ナショナリストから戦争の賛美を、新保守主義者からは自由主義と個人主義との拒否を、暴力の哲学からは力と強者への崇拝と、人類愛や所謂女性的なものへの軽蔑を、ヒューストン・チェンバレンや、多数のアカデミックな人種研究家からは人種と血の賛美を、アルトゥール・ショーペンハウアーからは創造的行為の要素としての意志の強調（ローゼンベルクの思想など）を、またマルクス主義からは都合のよい時にだけその反資本主義的感情を（シュトラッサーの左派的国民社会主義など）を受け継いだ。そして彼等は全てのものに「ナチズムの世界観」というカプセルを被せ、このイデオロギー的特効薬によって一挙に時代の全問題を解決する第三帝国のビジョンをばら蒔いたのである。というのは、これらの思想の大抵のものは反民主主義的精神運動の共有財産であったからである。それらはいわば確固たる基盤を持っていなかった。
唯一ナチズム独自のものとして、或は、ヒトラー固有の業績としてあげられるのは、反民主主義に基づいて活動する1つの大衆組織を作り上げたことにある。実際、ナチス指導者たちの関心は、教条主義的な世界観に自己を縛り付ける政治的理念などではなかった。にもかかわらず、現存国家に反対する全勢力を組織的に結集しようとする意欲、革命への意欲、権力奪取への関心は、彼等の思想の反民主主義的基本姿勢から完全にかけ離れたものではなかった。

## 革命性と反動
アルトゥール・メラー・ファン・デン・ブルックによれば、保守革命における保守とは単なる反動的保守主義とは違い、また革命は肯定されるべきものとされた。したがって、メラーは11月革命を否定したり、単にナンセンスと決めつけたりはしなかった。大戦の敗戦と革命は悪をもたらしただけではなく、新たな積極的なスタートともなったという立場から
「敗戦は決して取り返し得ないものではない。最悪の平和といえども決して決定的ではない。
しかし革命はかちとらねばならない。革命は一回限りのものである。革命はある国民が他の国民と決着をつけるような事柄ではなく、革命は全く一国民に関わる事柄であり、当該する国民のみが自ら決着をつけなければならず、国民が自己の運命に自由に与えることのできる方向は、その革命の結果に関わっている。」
故に、革命はメラーにとって「一国民の生活史の中で二度と回帰することのない瞬間」であって、国民は革命の中で復活するか、根底から改造されるかするのである。11月の革命もこういう瞬間であり、それは静止させてはならず、それが明確な結論に達し、ドイツの政治的定有が国家的形態を取るまで前進し続けなければならない。それ故、反動家が望んでいるように、革命を押し戻そうとするのはナンセンスである。
「革命を押し戻すことはできない。革命は、機を失しない限りこれに打ち勝つことはできる。しかし、革命が一度事実となるや否や、政治的に考えると同時に歴史的にも考える人間にとっては新しい事実となった革命から出発する以外にはない。この事実を除いて今や他の事実はないのである。」
既に過去のものとなった第二帝政へ復帰しようとするこの反動精神と我々は戦わねばならない。何故なら
「反動的な人間は国内の危険である。議会主義的な国家にとってではなく、国民にとっての危険である。」従って反動的な人間と保守主義的な人間とを鋭く区別することが肝要である。
メラーは反動の理念、というよりはむしろ理念無き反動の理念を国家主義と対比している。この国家主義は国家を理念の一切のものの上におく、それどころか君主制思想の上にさえもおく革命的保守主義である。

## 反民主主義思想

### 民主主義批判
反民主主義者の教説によれば、民主主義の基礎は国民と政府の同一性であるから、結局最後には国民の意志の内容とその方向が問題となる。フリードリッヒ・ゲオルク・ユンガーは、ある政治論文の中で具体的にこの問題を次のように提起している。
このように反自由主義的な民主主義概念は、実際上、特定の内容をもたず、その時々の国民意志によってその内容が決定された。
シュペングラーは、民主主義と独裁の一致という意味で「民衆皇帝制」なるものを提示した。彼は、民衆皇帝制が民主主義の土壌に成長すること、やがて民主主義と民衆皇帝制の決戦が行われることを強調したが、彼は元々、民主主義を金力の支配と考えていたから、民主主義概念はただ、民衆皇帝制の反対概念としてのみ役立つだけで、他の反民主主義者たちの書物における自由主義ないし議会主義的民主主義の概念と同様、否定的機能をもつにすぎなかった。しかし、そのシュペングラーも彼の政治評論においては、我々ドイツ人には独自の民主主義があると主張し、この事実を証明する歴史的根拠としてゲルマンの従士制と古プロイセンの官僚制をあげている。シュペングラーにとって国民の政治的成熟など凡そ問題外であったから、この真の政治家、偉大な政治家が国民の統治者として支配するものとされた。
20世紀に相応しい民主主義を描くために遠い昔のゲルマン人の歴史を引き合いに出したのは、シュペングラー1人ではなかった。青年ドイツ騎士団のある書物では、当時盛んに行われたゲルマン的国家観の研究を大いにとり入れている。そこで語られるゲルマン的民主主義とは、王の支配と人民の自由との結合を意味し、王は民族共同体の受託者として行動し、人民に対して責任を負い、人民によって罷免される。指導者と従者というゲルマン的原理によって特徴付けられる生ける共同体の中に真の民主主義を見いだす。著者によれば、市民的法治国家思想と古代ゲルマンを模範とした民主主義原理との対立以上に大きな対立は存在しないとされた。
これに対して、ヴァイマル期の国粋派集団は、一般的に民主主義をその本来の姿で、即ち自由主義思想や自由権との関連で捉えていた。ナチズムもまた民主主義的民族運動とか民主主義の再建などのスローガンは殆ど採用しようとしなかった。彼等は、敵である共和派が民主主義のスローガンを採用し、その結果、民主主義が信用を失ったことをよく認識していたため、この概念を殊更に評価したり見直したりせず、彼等自身の国粋主義国家やナチス国家を真正面から主張したのである。
保守革命派の思想家達にとってヴァイマル・デモクラシーは輪郭なき国家、明確な社会的構成を欠く国家であった。彼等はニコライ・ベルジャーエフに次のようなものを見いだしている。

### 議会主義批判
自由主義の最も典型的な制度としての議会主義は、最も憎悪された個別現象であった。例えば、シュペングラーなどは国家や政治を常にただ偉大な人物の作品ないし業績としてのみ理解し、彼等だけを偉大な歴史の形成者としてみなしていたから、彼にとって国民主権などは笑うべき愚かな代物でしかなかった。国民を不平不満の塊としか見ない彼は、既に1929年、国民代表制の議会を「上品ぶったビアホール談義」と皮肉っている。シュペングラーは、高慢なペンをふるってこう書いている。
彼はまた、代議士に対しては「選挙動物」という悪口をついて憚らなかった。彼によれば、この「選挙動物」は全く余計な存在であり、重要な仕事は少数の有能な人物によってのみ遂行される。代議士に残された唯一の仕事は、あつかましい批判だけになるから、議会は彼等の食いものにされて荒廃し、偏狭で蒙昧、低俗となり、質はますます低下していく。議会制国家の政治を冷笑して悪徳商売と同一視したのもシュペングラーであった。彼にとって議会主義のヴァイマル共和国は断じて1つの国家ではなく、1つの会社に過ぎなかった。この体制では国家を治めているのは商業であり、国家が商業を治めているのではなかった。
議会制は政治的資質を選別するのに適した方法であるという考え（マックス・ヴェーバーなど）は、少なくとも前述のような人々の間では逆転させられていた。つまり議会は、国民のエリートの集会とは全く別物とされた。殆ど全ての反民主主義者にとって議会は劣等者の選別場に他ならなかった。
反民主主義的文書では、よく国民とその共同体が前面に押し出されていたが、この国民の政治的活動能力には極めて懐疑的な判断が下されていた。選挙民の大部分は、国家と政治にとって何が必要かつ必須であるかを洞察する力に欠けているから、真の政治的決断力をもたない、という周知の理論は広く受け入れられた。

### 政党国家批判
ヴァイマル共和国の時代ほど政党が憎まれ、信用をなくした時代はなかった。こうした政党蔑視は、政治という一種の手工業とその職人、特に政党幹部に対する軽蔑に深く結び付いている。とはいえ、道徳的パトスに支えられた抗議という衣を好んで纏う、民主主義政党政治に対するこの拒絶反応は、政党に敵意を抱く有権者たちの政治的禁欲をもたらしはしなかった。寧ろ、政党政治の状況に対する人々の諦念と憤慨が大きくなるにつれて、政党制の終焉を予言する政党がより大きなチャンスをつかむようになったのである。とりわけ、ナチ党へ多くの人々が投じた支持票は、この党が勝利すれば憎むべき政党支配を完全に根絶してくれるだろう、という期待を反映するものだった。
しかし、大衆民主主義の時代に少なくとも政党に類似した組織をもつことなしに、どのようにして政治を行うのか。この問題に対しては、ヴァイマル時代の反民主主義者たちによって理論的にも解答が与えられた。新しい政治活動の形態は、「同志団（Bund）」、或は、「運動（Bewegung）」と呼ばれた。「ブント（同志団）」という概念は、当時、極めて濃厚な政治的色彩を帯びていた青年運動から意識的に受け継いだものである。「運動」という名称は、多かれ少なかれナチ党に与えられた。ナチ党は、政党（Partei）を称しており、また議会政党として結成されたが、著しく運動としての性格を強調し、所謂、議会主義、体制政党から厳密に自己を区別していた。
エルンスト・ユンガーは『労働者』の中で述べている。
ユンガーの目が捉えた新しい「有機的国家構造」の統一性は、全ての騎士団が自由主義以後の時代の新しい人間としての労働者像に神秘的関係をもつことによってもたらされる。この新しい組織形態が最早、世論形成や多数派形成を通じてではなく、行動を通じて形成されることはいうまでもない。
ヴァイマル共和国の政治制度と政治状況とへのこうした批判の背後には、国家体制を遥かに凌駕するかに見える崇高な国家理念が新しく浮かび上がってくる。この新しい国家になおも民主主義という言葉が適用される場合には、この民主主義と所謂ヴァイマル民主主義との相違が強調されることはいうまでもない。そこではヴァイマル民主主義は、民主主義とは称していても民主主義的国家理念の悪質な贋物としか感じられなかったのであった。

## 戦争体験と国防思想
戦争体験は、ワイマール共和国に対する反抗姿勢の決定的なライトモティーフとなっていた。当初、平和主義を帯びていた共和国の世論は、ヴェルサイユ条約によって加えられた軍縮の重圧状態が続くうちに、対外関係に対する怨恨に満ちた非現実的判断に支えられて、国防思想への関心が飛躍的に増大した。そのため、ナショナリストによる組織は、ナチ党や或いはその他政党所属の組織であれ、全て軍隊をモデルに構成され、前線共同体の理念をこの時代の政治闘争の場へ直接移し入れようとする試みであった。
フリードリッヒ・ゲオルク・ユンガーなどは、世界大戦における軍の組織のなかに彼の要求する強国の原理を見出していた。
共和国の内部に生まれたこの闘争集団は、新たな国家の政治的前衛であった。何故ならそれは、新しい国家を目指しているだけでなく、その組織内部において既に新しい政治的秩序を体現しているからである。新たなナショナリストたちにとって、健全な国家秩序のための最善の保証は「政党」ではなく、軍隊を手本に形成された「党」であり、そうした組織は現存の共和国の打倒のためだけに武装する。そこで、1926年当時、F・G・ユンガーは、全ドイツにまたがる一つの強力な党が国家権力を掌握しうるようになるまで、そうした組織を育成し、それに力をつけることをナショナリストの当面、最も緊要な任務とみなしていた。
また、エルンスト・ユンガーの以下の言葉の中に戦争体験に発する、革命的ナショナリストの基本的信念が印象的に要約されている。
エルンスト・ユンガーは「戦争体験の水割り」に反対したが、彼が秘教的な主張を続ける限りそれは説得力をもち得なかった。とはいえ、民族的戦争文学と戦争体験のイデオロギーとが国民の精神に深く根をおろしていたかは、当時の論文などからも推測できる。例えばエーリヒ・マリア・レマルクの作品に対して発せられた彼らの幾つかの批判を見ただけでも明らかである。
また、フランツ・シャウヴェッガーなどはレマルクの作品を「下等人種の戦争体験」と断罪している。

## 新国家観
新ナショナリズムの精神に立ってユンガーは、戦闘的精神に支えられ、多様な利害が対立するブルジョアの社会体制にとって代わる、身分的区別のない水平化の原理に根差した総動員体制をとる有機体的国家の体制を力説した。この国家は、決断も意志も権力も欠いたヴァイマル共和国のような「インチキ支配」としての国家ではなく、過去の一切のブルジョア的教養から絶縁した根源的ヴァイタリズムをもつ指導者の下に結集し鍛え上げられた動員体制や集中体制や行進の体制をとる計画体制の「労働者」の国家であった。
ユンガーはこの戦艦国家体制の象徴をスパルタやドイツ騎士団、ジェスイット教会、ファシズム、ボルシェヴィズム、プロイセン主義のなかに見出だしていた。この「即物的で不屈」のプロイセン主義からすれば「ヒューマニズムを盛り込んだソーシャリズムや平和主義の社会観は、何か麻酔的な側面をもっている。それは、充実した生を愛する者に逆らうものをもっている」
こうしたユンガーの国家観における「ヘロイックなリアリズム」は、ただ黙々として活動する行動の哲学、「即物的な業績、美辞麗句を伴わぬ業績」に徹することしか教えない。「ヘロイックなリアリズム」は、ヒューマニズムのようにバラ色の社会や人生を約束するものではなく、天気が良くなるか悪くなるかは副次的な問題でしかなかった。
フリードリッヒ・ゲオルク・ユンガーなどは、彼の著書の中でより過激な全体的国家像を主張している。

## 青年神話
ヴァイマル期に広がっていた「新しい人間」や「精神的変革」への待望論は、その裏返しとしての「古い人間」の罪の語りとともに、少子高齢化という人口現象の認識にも深く浸透していた。もちろん、この「新しい人間」という理念自体はもっぱら戦争体験に関するイマージュを根拠にして構築されており、その限りで大戦が青年神話の急進化に大きな影を落としていたことは否めない。
「我が民族の刷新を徹底して信じ抜く」がゆえに「革命的」だと称する彼ら「若者」にとって「年を取っている」とはとりもなおさず、「古い形式が打破されねばならないことを理解しない者」つまり「歴史を諦める」者に他ならない。戦争による「古きもの」の没落と崩壊。ヴァイマル期において「青年」を語る際に繰り返し持ち出されたこのクリシェは、大戦の衝撃とは別個に構成されてきた「死にゆく老人」という形象とおそらく高い親和性を持つものであった。だからこそ戦争体験を自身の「精神的紐帯」と語る前線世代にあっては、抑圧者たる父母や教師に代わって「年老いゆく世代」ないし「没落しつつある世代」なるものが、青年の敵として設定されえたのである。
だがそれに加えてもう一つ、ヴァイマル期における「青年の失業傾向」という要因にも注意しておかねばならない。
たとえば、経済が相対的に安定していた1926年でも14-21才の男性失業者数は 27万人に上っており、全失業者中17％を占めていた。その後の好況でこうした状態はやや改善されたものの（1927年で9.5％）、世界恐慌の到来で再び悪化し、1931年には16.3％にまで上昇している。だがこの恐慌で最も深刻な打撃を受けたのは20-25才の年齢集団であり、1933年でこの年齢の男性人口のうち30.8％が、特に経済危機の影響が大きかったハンブルクでは47.2％が失業の憂き目を見ていた。こうした青年層の失業傾向とは対照的に、60才以上の高齢者就労率は20世紀でも比較的高い水準にあった。
いずれにせよ、こうした青年層の失業傾向と高齢層の就労傾向という背景は、上に述べてきた「青年」の「老人」に対する攻撃の風潮をさらに先鋭化させるものだったと見てよい。
このように、ヴァイマル期の青年失業問題は「青年」を自称する年齢集団の内部分裂を決定的な形で推し進めるには至らず、寧ろもっぱら「青年」と「老人」の対立・抗争を煽り立てることになった。「場所を空けろ老いぼれども！」というナチスの叫びは、以上に見てきたような錯綜した時代状況の中で発せられたものであり、その限りで当時の社会は既にこのような呪詛に近い老人攻撃にさえ共鳴しうる素地を整えていたのである。
しかし、他方でこの戦時青年世代の成員は、「戦争を生き抜いたこの年齢階級の者たち〔前線世代〕が本来の若き世代と結びつくに至れば」、戦争体験のような「共通の体験」を欠落させた者も「歴史を作り出すよう働きかけうる」と信じており、だからこそ彼らの間では同時に、この両者の対立を「一つの全体性内部での集団ごとの専門化」にすぎないとして、「若き世代」（40 才以下）の結束と「古き世代」（41 才以上）との闘争を呼びかける声も上がっていた。
「戦争文学のマルティン・ルター」としてヨーロッパでその名を馳せたエルンスト・ユンガーなどは、早くも1921年にこう書き記している。

## 決断主義
ヴァイマル期の思想運動は、その急進性によって決断（Entscheidung）と行動の誇示によって特徴付けられる。「決断主義」という言葉まで作り出したこの概念は、元々この時代の政治用語ではなく、第三帝国や民族共同体といった流行スローガンのような大衆の阿片でもなかった。にもかかわらずこの概念は、保守革命運動の特定のセクターにとって中心的意義をもっている。それは反民主主義の思想構造の一つの本質的要素である。保守革命派の思想はその全体構造から見て「あれか、これか」の思想だからである。それは決断を呼び掛け、信仰告白を要求し、どんな中間的立場も許さぬ姿勢にある。
混乱した政治的状況を前にして、決断力がとりわけ要請された。ヴァイマル期の急進的諸党派は、政治的宗教の中核組織となり、世俗化した大衆の中に浸透し得なくなった宗教的信仰がかつて有していた決断の要素が、終末論的性格を帯びたこの世の政治的世界観の次元へと移し変えられることになったのである。
保守革命派の思想家による決断主義の潮流によってはじめて、一つの世界観や一人の指導者への献身を無条件に決断するための前提条件が作り出されたが、この献身自体が実は決断からの逃避という性格を含んでいた。クロコフは、カール・シュミットからエルンスト・ユンガーとマルティン・ハイデッガーに至る決断主義に含まれた破壊的ニヒリズムのモメントを指摘している。彼によれば、決断主義は自らではどんな現実的決断をも断固として回避するものであったが故に、かえってその時々の社会運動に猪突猛進的に従属せざるを得なくなる、という逆説的な結論を述べている。決断主義にあっては、元々実質的内容と無関係に決断された思想が最後には本質的関連を求める思想になる、というのである。無論、決断主義そのものは、実際には反民主主義思想の一側面であったに過ぎない。決断主義が当時の知識人に深い感銘を与えたのは、それが現実状況の徹底的な非幻想化を目指したからであり、決断主義こそは反民主主義的精神態度の破壊的性格の核心を形成するものであった。
決断への信仰は、妥協の可能性を信ずる民主主義的信念を排除する。決断主義思想の中には一つの審美的契機が内在しているが、それは即ち決断の一義性、明確性及び首尾一貫性への要求である。この思想は矛盾なく構成された上下秩序に愛着をもち、多くの雑多な勢力が権力への配分を巡って争う状態を一義的で明確な構造に合致しない醜悪な混乱としか考えない。それ故、決断主義のなかには自由主義的、多元主義的構造のように権限の分配や諸勢力の働きかけのルートが縦横に張り巡らされ、極度に複雑な様相を帯びた社会秩序に対する一つの抗議が潜んでいるそうした社会秩序の代わりに人々は、決断の力によって統制され整序された明確な状態を要求したのだった。

## 暴走族
観念論と並んでニヒリスティックなヴァイタリズムは新ナショナリストの大きな特徴である。軟派であれ硬派であろうと、ヴァイマール時代の人々は徹底的に生きることを選んだ。生きるということはそれだけで価値のあることだった。旧保守主義者と違って「保守革命」は、19世紀世界に対する歴史の断絶意識から激しいヴァイタリズムに走る「一種の絶望行為」であり、保守主義の自爆行為「保守のハラキリ」である。革命的エネルギーを燃焼させ暴発させることによってユンガーの所謂「魔術的零点」としての創造的根源に復帰しようとする彼らは、その力点を具体的な政策よりも運動の火種そのものを絶やさぬところにおいた。運動そのものが彼らにとっての価値であった。定かな目標、目的を知らぬその即物的で人間的感情を持たぬ能動的ニヒリズムは、一面的で直線的であり、ニュアンスに富んだアイロニーを知らない。ユーモアを知らぬ精神的自己陶酔型のこの「保守革命」の思想家たちは、将来の青写真を知らぬヒロイックでニヒリスティックな決断をとるユンガーの「決断主義」そのものに徹しようとする姿勢を示した。ブルジョア自身の「イデオロギー階級的自殺」の表現であり、ブルジョア社会の客観的法則に反発、挑戦するロマン的、即ち主観主義的な試みである。その心情は、客観的行動規準を見失った主体の、ユンガーがいう所謂「冒険心」そのものにあった。彼らは「暴走族」である。ここにおいて、ブルジョア文明のもつあらゆる客観的な原理や規準から取り残された主体が、怒号し、暴走を始める。しかし、こうした決断主義は、決断への追求であると同時に決断からの逃避でもある。何故なら、抽象的な全一性や結束や連帯や共同体を求めるという意味ではそれは確かに決断への追求であるが、全ての内容をもった決断がなされるためには、何に対して、何のためにという多くの可能性が明確に限定されていることが前提となる限り、これを回避するという意味では真の決断の回避となるからである。「決断主義」は、実質的なリアルをもった決断ではなく、あらゆる意味や目的を捨象した抽象的でニヒリスティックな決断であり、それ故、ナチズムの勝利という現実の歴史的決断が下されたとき、ユンガーやエルンスト・フォン・ザロモンの「決断主義」は無力化し、彼らは観照の世界に逃避せざるを得なかった。
多くの点でナチズムの思想を先取りしていたにもかかわらず、ナチ時代の彼らは決してナチの積極的協力者ではなかった。暴走族は思想や行動の暴走をやめた。ユンガーやザロモンと同じく「決断主義」の立場からロマン主義を批判したカール・シュミットによるロマン派断罪論は、ロマン派よりもシュミット自身の「自己嫌悪の投影」として彼自身の「決断主義」によりよくあてはまるものであった。庭園での瞑想を愛したユンガーが「即物性」を説き、神経症に悩まされて自殺したひ弱な文学的ボヘミアンのメラーがプロイセン気風に傾倒し、偏頭痛に悩まされた非政治的人間のシュペングラーが「不屈」の政治性を説いた例が明瞭に示しているように、ロマン的体質をもつ自分自身に向かって、ロマン性の克服を説ききかせ、「即物性」や「不屈性」を強要する多くの「保守革命」の思想家たちの自己催眠的マゾヒズムのなかに、ブルジョア出身者自身によるブルジョア否定としてのヴァンダーフォーゲル運動と同じく、近代ブルジョア社会におけるブルジョア自身の自己嫌悪、「イデオロギー階級的自殺」の姿が端的に象徴されているのである。

## 観念性
「外は赤いが中は白い廿日大根」と皮肉られたヴァイマール共和国のブルジョア性は、その凡庸な政治と相まって、彼岸的神話を求める彼らのブルジョア・デモクラシー否定の気持を一層煽り立てることになったのである。こうした保守革命派による形而上学的歴史観も、ヴァイマル時代の反知性主義や奇跡信仰の風潮を示す一つの時代精神であった。1920年代におけるハイカラな科学的、合理主義の導入にもかかわらず、多方で多くの人々が科学では割り切れぬ多くの神話に飛びついていったことは注目しなくてはならない。ヴァイマル時代は、神話の乱舞する時代でもあった。背後短剣の神話、ユダヤによる世界転覆陰謀の神話、民族共同体の神話、血と土の神話、指導者の神話、国の神話、人種の神話、そして、歴史の神話。
ヴァイマル共和国の初年にメラーはこう予言している。

## 保守革命の思想家
- アルトゥール・メラー・ファン・デン・ブルック (Arthur Moeller van den Bruck)
- オスヴァルト・シュペングラー
- エルンスト・ユンガー
- カール・シュミット
- エルンスト・ニーキッシュ (Ernst Niekisch)
- エドガー・ユリウス・ユング (Edgar Julius Jung)
- ハンス・ツェーラー (Hans Zehrer)
- フランツ・シャウヴェッカー (Franz Schauwecker)
- ヘルマン・エアハルト
- エルンスト・フォン・ザロモン
- オットー・シュトラッサー
- フーゴー・フォン・ホフマンスタール
- シュテファン・ゲオルゲ
- アルミン・モーラー
- アラン・ド・ブノワ (Alain de Benoist)
- ヘニング・アイヒベルク (Henning Eichberg)